# 植田光次
植田 光次（うえだ みつつぐ）は、戦国時代から安土桃山時代にかけての武将。伊賀国の国人。
伊賀の自治組織「伊賀十二人衆」の一人。天正6年（1578年）からの第一次天正伊賀の乱では、戦況が不利となり退却する織田信雄軍の殿軍を務めた柘植保重を討ち取った。しかし、天正9年（1581年）の第二次天正伊賀の乱で伊賀衆は織田軍に壊滅させられ、光次は三河国に逃れた。
本能寺の変後は、豊臣秀吉に仕官したという。